# Јабланица (Трново, Источно Сарајево)
Јабланица је насељено мјесто у општини Трново, град Источно Сарајево, Република Српска, БиХ. Према прелиминарним подацима пописа становништва 2013. године, у насељеном мјесту Јабланица укупно је пописано 257 становника.

## Географија
Налази се уз обалу ријеке Жељезнице, јужно од урбаног градског средишта. Административно припада општини Трново, али са њом није територијално повезана. Кроз насеље пролази магистрални пут Сарајево-Фоча-Требиње.

## Становништво
Према попису становништва из 1991. године, мјесто је имало 435 становника.
| Националност | 1991. | 1981. | 1971. |
| Муслимани    | 362   | 346   | 344   |
| Срби         | 88    | 110   | 143   |
| Хрвати       |       |       | 2     |
| Југословени  | 2     | 8     | 4     |
| Црногорци    |       |       | 2     |
| остали       | 3     | 4     | 4     |
| Укупно       | 435   | 468   | 499   |

| Демографија | Демографија | Демографија |
| Година      | Становника  | Становника  |
| ----------- | ----------- | ----------- |
| 1961.       | 427         |             |
| 1971.       | 499         |             |
| 1981.       | 468         |             |
| 1991.       | 433         |             |
| 2013.       | 257         |             |